# Piotr Gociek
Piotr Gociek (ur. 25 sierpnia 1969 we Wrocławiu) – polski dziennikarz, publicysta, redaktor i pisarz związany z fantastyką.

## Życiorys
W czasach PRL działacz Ruchu Wolność i Pokój. W latach 80. publikował jako Piotr N.A. Gociek teksty w fanzinach fantastycznych. Literacko zadebiutował opowiadaniem Wielka ucieczka opublikowanym najpierw w fanzinie Albedo (1987), a następnie w Fantastyce (1988) i antologii Pożeracz szarości pod redakcją Macieja Parowskiego.
W latach 90. XX wieku opublikował jeszcze opowiadania: Zaścianek w miesięczniku Fenix (1992), Dni, które nadejdą w czasopiśmie Złoty Smok (1994) oraz Podróż trzech króli w magazynie Talizman (1997). W tym ostatnim piśmie Gociek prowadził także dział publicystyki.
Karierę dziennikarską zaczynał w latach 90. w RMF FM, gdzie prowadził audycję „Do kina czy na film”. Był również korespondentem radiowym z wielu festiwali filmowych, m.in. w Cannes. Po odejściu z RMF FM przez krótki czas pracował w łódzkim Radiu Manhattan.
W 1999 był współwłaścicielem Wydawnictwa Urocza i redaktorem naczelnym pisma science-fiction Hyperion.
Od 2000 pracował w Radiu Plus, m.in. jako kierownik anteny. W styczniu 2005 odszedł z radia i założył firmę Music and Research, wykonującą badania słuchalności dla stacji radiowych. Do Radia Plus powrócił w listopadzie 2005. Od 2006 związany z prasą. Najpierw pracował w tygodniku „Ozon”, gdzie kierował działem Historia i zajmował się projektami specjalnymi, po zamknięciu tego tygodnika został recenzentem filmowym tygodnika „Wprost”.
W latach 2007–2012 pracował w „Rzeczpospolitej”, najpierw jako sekretarz działu Opinii, a następnie jako kierownik działu Krajowego. W weekendowym dodatku do pisma – Plus Minus posiadał autorską rubrykę Poczytanki. Od stycznia 2013 jest publicystą tygodnika „Do Rzeczy”. Od 2013 pracuje w Telewizji Republika, gdzie początkowo prowadził pasmo poranne Polska na Dzień Dobry, później programy Odkodujmy Polskę, Literatura na trzeźwo i Analfabet III RP. Od 2020 na antenie tej stacji prowadzi Magazyn filmowy.
W latach 2013–2017 był jednym z gospodarzy porannego pasma Radia Wnet.
W 2012 nakładem wydawnictwa Ender ukazała się jego debiutancka powieść – satyryczno-fantastyczny Demokrator, zaś w 2014 Fabryka Słów wydała zbiór jego opowiadań fantastycznych Czarne Bataliony. Z kolei w 2013 nakładem Frondy ukazał się jego wywiad rzeka z Cezarym Gmyzem: Zawód: dziennikarz śledczy.
12 lutego 2016 rozpoczął pracę w Polskim Radiu jako dziennikarz prowadzący „Sygnały Dnia” w radiowej Jedynce. Jest także współautorem dwóch audycji kulturalnych w Polskim Radiu 24 ("Posłowie. Magazyn nowości książkowych" prowadzony wspólnie z Łukaszem Orbitowskim oraz "Nakręceni. Magazyn nowości filmowych" prowadzony wspólnie z Łukaszem Adamskim). W czerwcu 2024 oficjalnie zakończył współpracę z Polskim Radiem.
Od marca 2017 razem z Rafałem Ziemkiewiczem prowadził w TVP2 talk-show „Przybliżenie”. Od kwietnia 2020 prowadzi w TVP Kultura program publicystyczny "Co dalej?" omawiający aspekty nowej rzeczywistości, w którego centrum uwagi znajduje się refleksja nad zjawiskami kulturowo-cywilizacyjnymi.
W 2022 otrzymał Doroczną Nagrodę Ministra Kultury i Dziedzictwa Narodowego w kategorii „ Upowszechnianie kultury”.

## Publikacje

### Książki
- Krew, Opole: Koło Nowa Kultura – Ruch Wolność i Pokój, 1989
- Trzeci kamień od słońca, Warszawa: Staromiejski Dom Kultury, 1989
- Powrót na akwarelę szaleńca, Warszawa: Staromiejski Dom Kultury, 1994[16]
- Demokrator, Warszawa: Wydawnictwo Ender 2012, wyd.II 2014, wyd.III 2018 (twarda oprawa)[17][18]
- Zawód: dziennikarz śledczy, Wydawnictwo Fronda 2013 (wywiad-rzeka z Cezarym Gmyzem)[19][20]
- Czarne bataliony, Wydawnictwo Fabryka Słów 2014
- POzamiatane Jak Platforma Obywatelska porwała Polskę, Wydawnictwo Zysk i S-ka, 2015
- POgrobowcy. Po co partii Petru Polska?, Wydawnictwo Zysk i S-ka, 2016 ISBN 978-83-7785-955-1
- Kreta subiektywnie, Wydawnictwo Pascal, 2017 ISBN 978-83-7642-942-7
- Analfabet III RP, Wydawnictwo Zysk i S-ka, 2017 ISBN 978-83-811-6167-1
- Fantastyczne opowieści wigilijne, Wydawnictwo Zysk i S-ka 2020, ISBN 978-83-8202-081-6, (praca zbiorowa; autor wyboru i wstępu)[21]
- Tajemnicza Kreta. Wolność, historia, legenda, Wydawnictwo Fronda, 2025 ISBN 978-83-8079-155-8

### Opowiadania
- Wielka ucieczka (Albedo 1987, Fantastyka 1988, antologia Pożeracz szarości Reporter 1991)
- Zaścianek (Fenix nr 7(16)1992)[1]
- Dni, które nadejdą (w miesięczniku: Złoty Smok 2/1994)[1]
- Podróż Trzech Króli (w magazynie: Nowy Talizman 2-3/1997)[1]
- Czarne bataliony – zbiór opowiadań, Wydawnictwo Fabryka Słów 2014
  - Czołg
  - Janek Poranek i jego goście
  - Dzień oligarchy
  - Opowieść Wowy
  - Podróż Trzech Króli, wersja zmieniona
  - Gdzie jest generał
  - Chłopiec z plakatem
  - Inicjatywa oddolna
  - Czarne bataliony
- Jak utopiliśmy Hana Solo (w antologii: Przedmurze, Solaris 2016)
- Pies, papuga i płastuga (Fantastyka – wydanie specjalne 1(54) 2017)